# Diadegma oranginator
Diadegma oranginator là một loài tò vò trong họ Ichneumonidae.